# Kriegerdenkmal Dretzel

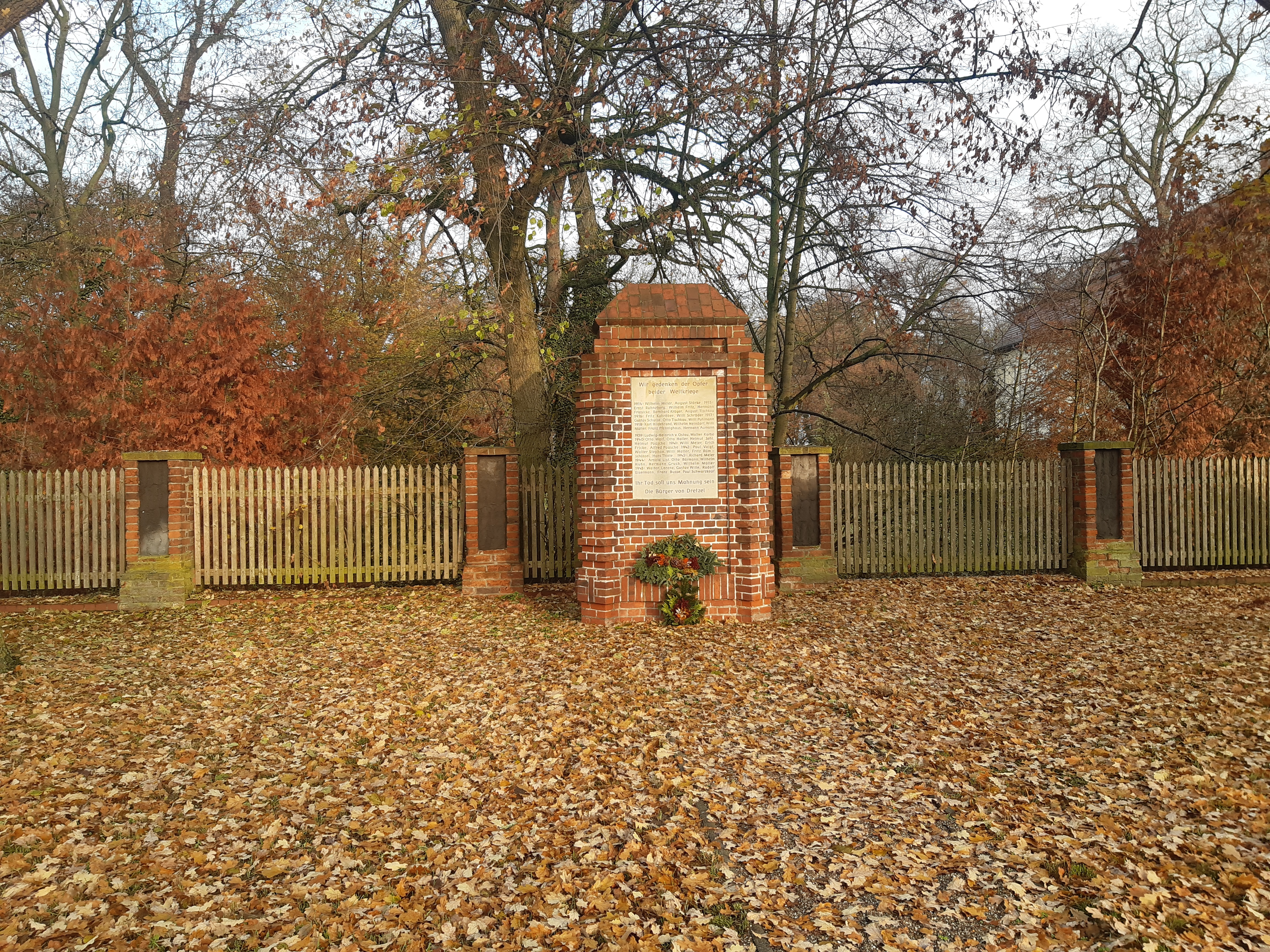
Kriegerdenkmal in Dretzel unweit der Kirche

Das Kriegerdenkmal Dretzel ist ein denkmalgeschütztes Kriegerdenkmal in dem Ortsteil Dretzel der Ortschaft Gladau der Stadt Genthin in Sachsen-Anhalt. Im örtlichen Denkmalverzeichnis ist das Kriegerdenkmal unter der Erfassungsnummer 094 86879 als Baudenkmal verzeichnet.

## Lage
Das Kriegerdenkmal von Dretzel befindet sich auf dem Gelände der St. Sophia-Kirche. Es steht südöstlich der Kirche an der Kirchhofsmauer. 

## Gestaltung
Es handelt sich bei dem Kriegerdenkmal um eine Stele aus Ziegelsteinen mit einer Inschrift für die Gefallenen beider Weltkriege. 

## Inschrift
Wir gedenken der Opfer beider Weltkriege

Ihr Tod soll uns Mahnung sein

Die Bürger von Dretzel

## Quelle
- Gefallenendenkmal Dretzel Online, abgerufen am 21. Juni 2017.